# Santa Anna de la Fabregada
Santa Anna de la Fabregada és una església del municipi de la Baronia de Rialb (Noguera) que forma part de l'Inventari del Patrimoni Arquitectònic de Catalunya.

## Descripció
És un edifici d'una sola nau, molt estreta, coberta amb volta de canó reforçada per dos arcs torals que arrenquen de pilastres de secció rectangular de poc relleu. L'absis és semicircular i està precedit per un tram presbiteral, i conserva l'altar original format per una llosa de pedra recolzada en suport monolític. A l'absis hi ha una finestra de doble esqueixada, a la façana sud n'hi ha dues més, una d'elles paredada. La finestra de ponent és cruciforme. La porta es troba al mur sud i és resolta amb arc de mig punt. Les façanes no presenten cap tipus d'ornamentació. L'interior és emblanquinat. L'aparell és format per carreuons irregulars i la seva tipologia, malgrat la manca d'ornamentació, ens indiquen que es tracta d'un edifici del segle xi.

## Història
El lloc de la Fabregada es pot identificar amb la possessió que Ramon Guerau donà l'església del Sant Sepulcre de la Seu d'Urgell el 1902. En aquella ocasió Ramon Guerau cedí un mas que es trobava dins del castell de Tarabau, a l'indret anomenat Santa Eulàlia, segurament amb referència a la primitiva advocació de la capella actual de Santa Anna. Si aquest fos el cas, aquesta seria la primera notícia històrica sobre l'església de la Mare de Déu de Fabregada. El document estableix com a afrontacions del mas els següents termes: a llevant Ramoneda, a migdia Martimà, a ponent la serra de Benavent i al nord el castell de Gavarra. La masia de la Fabregada, mencionada també en el consell general del Rialb el 1699, ha estat habitada fins fa poc temps.